# Alex Varas
Alex Fabián Varas Rubio (Santiago del Cile, 26 marzo 1976) è un ex calciatore cileno, di ruolo portiere.

## Palmarès

### Club

#### Competizioni nazionali
- Campionato cileno: 1

Universidad Católica: 1997